# Chrysolampus niger
Chrysolampus niger är en stekelart som beskrevs av Karl-Johan Hedqvist 1968. Chrysolampus niger ingår i släktet Chrysolampus och familjen gropglanssteklar.
Artens utbredningsområde är Filippinerna. Inga underarter finns listade i Catalogue of Life.